# Johan Hedberg
Pour les articles homonymes, voir Hedberg.
Johan Hedberg, surnommé Moose, (né le 5 mai 1973 à  Leksand en Suède) est un joueur professionnel de hockey sur glace qui évolue en tant que gardien de but en Amérique du Nord.

## Carrière en club
Hedberg commence sa carrière en 1991-92 dans le championnat junior de Suède. Il joue alors pour l'équipe junior de sa ville natale, Leksands IF. La saison d'après il fait ses débuts dans le championnat senior (Elitserien).
Il est choisi par les Flyers de Philadelphie lors du repêchage d'entrée dans la Ligue nationale de hockey en 1994 mais il choisit de rester jouer en Suède.
Ce n'est qu'en 1997 qu'il rejoint l'Amérique du Nord et la Ligue internationale de hockey. Il passe sa première saison partagé entre la LIH et l'ECHL (respectivement dans les équipes de Vipers de Détroit et Kingfish de Bâton-Rouge). Il finit la saison avec les Moose du Manitoba de la LIH puis décide de rentrer jouer dans son pays pour une saison.
En 1999, il fait ses débuts dans la Ligue américaine de hockey pour les Thoroughblades du Kentucky avant de faire ses débuts la saison d'après avec les Penguins de Pittsburgh dans la Ligue nationale de hockey. Il joue alors un peu dans la LNH un peu dans la LIH avec les Moose et il y gagne son surnom. Il peint alors sur son casque de gardien des bois d'élan et à chacune de ses apparitions, le public l'acclame à grands cris de « Mooooooooseeeee ».
Il quitte les Penguins en 2003 et rejoint les Canucks de Vancouver pour la fin de la saison. Au cours du lock-out 2004-2005 de la LNH il retourne joueur pour son club formateur et à son retour dans la LNH il rejoint les Stars de Dallas.
Le 26 décembre 2005, Hedberg inscrit deux passes décisives lors d'un match contre les Blues de Saint-Louis. C'est la première fois qu'un gardien des Stars réussit cette performance. Une des deux passes permet 0 son capitaine Mike Modano de partir en échappée.
Peu utilisé, il a rejoint depuis le 1er juillet 2007 les Thrashers d'Atlanta en tant que doublure de Kari Lehtonen.
Le 1er juillet 2010, il signe un contrat en tant qu'agent libre avec les Devils du New Jersey.

## Carrière internationale
Il représente la Suède lors des compétitions suivantes :
- Championnat du monde
  -  Médaille de bronze : 1994 et 1999.
  -  Médaille d'argent :1997.
  -  Médaille d'or :1998.
- Coupe du monde de hockey
  - 1996
- Jeux olympiques d'hiver
  - 1998 à Nagano au  Japon.
  - 2002 à Salt Lake City aux  États-Unis.

## Statistiques
Pour les significations des abréviations, voir Statistiques du hockey sur glace.
| Saison     | Équipe                     | Ligue       |     | Saison régulière | Saison régulière | Saison régulière | Saison régulière | Saison régulière | Saison régulière | Saison régulière | Saison régulière | Saison régulière | Saison régulière |    | Séries éliminatoires | Séries éliminatoires | Séries éliminatoires | Séries éliminatoires | Séries éliminatoires | Séries éliminatoires | Séries éliminatoires | Séries éliminatoires | Séries éliminatoires |
| Saison     | Équipe                     | Ligue       | PJ  | V                | D                | Pr/N             | Min              | BC               | Moy              | % Arr            | Bl               | Pun              | PJ               | V  | D                    | Min                  | BC                   | Moy                  | % Arr                | Bl                   | Pun                  |                      |                      |
| 1992-1993  | Leksands IF                | Elitserien  | 10  |                  |                  |                  | 600              | 24               | 2,40             |                  |                  | 4                | 2                |    |                      |                      |                      | 2,53                 |                      |                      | 0                    |                      |                      |
| 1993-1994  | Leksands IF                | Elitserien  | 17  |                  |                  |                  | 1 020            | 48               | 2,82             | 0                |                  | 4                | 0                | 0  | 0                    | 0                    | 0                    | 0                    | 0                    | 0                    | 0                    |                      |                      |
| 1994-1995  | Leksands IF                | Elitserien  | 17  |                  |                  |                  | 986              | 58               | 3,53             | 88,8             |                  | 2                | 1                |    |                      |                      |                      | 6,32                 | 83,3                 |                      | 0                    |                      |                      |
| 1995-1996  | Leksands IF                | Elitserien  | 34  |                  |                  |                  | 2 013            | 95               | 2,73             | 90,2             |                  | 6                | 4                |    |                      | 240                  | 13                   | 2,95                 | 89,2                 |                      | 0                    |                      |                      |
| 1996-1997  | Leksands IF                | Elitserien  | 38  |                  |                  |                  | 2 260            | 95               | 2,40             | 92,4             | 3                | 16               | 8                |    |                      | 581                  | 18                   | 1,86                 | 93,5                 | 1                    | 2                    |                      |                      |
| 1997-1998  | Kingfish de Bâton-Rouge    | ECHL        | 2   | 1                | 1                | 0                | 100              | 7                | 4,20             | 87,9             | 0                | 2                | -                | -  | -                    | -                    | -                    | -                    | -                    | -                    | -                    |                      |                      |
| 1997-1998  | Vipers de Détroit          | LIH         | 16  | 7                | 2                | 2                | 726              | 32               | 2,64             | 89,9             | 1                | 6                | -                | -  | -                    | -                    | -                    | -                    | -                    | -                    | -                    |                      |                      |
| 1997-1998  | Moose du Manitoba          | LIH         | 14  | 8                | 4                | 1                | 745              | 32               | 2,58             | 92,2             | 1                | 6                | 2                | 0  | 2                    | 105                  | 6                    | 3,40                 |                      | 0                    | 0                    |                      |                      |
| 1998-1999  | Leksands IF                | Elitserien  | 48  |                  |                  |                  | 1 020            | 140              | 2,86             | 90,3             |                  | 18               | 4                |    |                      | 255                  | 15                   | 3,53                 | 89,0                 | 0                    | 0                    |                      |                      |
| 1999-2000  | Thoroughblades du Kentucky | LAH         | 33  | 18               | 9                | 5                | 1 973            | 88               | 2,68             | 91,7             | 3                | 6                | 5                | 3  | 2                    | 311                  | 10                   | 1,93                 | 95,0                 | 1                    | 2                    |                      |                      |
| 2000-2001  | Penguins de Pittsburgh     | LNH         | 9   | 7                | 1                | 1                | 545              | 24               | 2,64             | 90,5             | 0                | 0                | 18               | 9  | 9                    | 1 023                | 43                   | 2,30                 | 91,1                 | 2                    | 0                    |                      |                      |
| 2000-2001  | Moose du Manitoba          | LIH         | 46  | 23               | 13               | 7                | 2 697            | 115              | 2,56             | 91,2             | 1                | 10               | -                | -  | -                    | -                    | -                    | -                    | -                    | -                    | -                    |                      |                      |
| 2001-2002  | Penguins de Pittsburgh     | LNH         | 66  | 25               | 34               | 7                | 3 877            | 178              | 2,76             | 90,4             | 6                | 22               | -                | -  | -                    | -                    | -                    | -                    | -                    | -                    | -                    |                      |                      |
| 2002-2003  | Penguins de Pittsburgh     | LNH         | 41  | 14               | 22               | 4                | 2 410            | 126              | 3,14             | 89,5             | 1                | 18               | -                | -  | -                    | -                    | -                    | -                    | -                    | -                    | -                    |                      |                      |
| 2003-2004  | Canucks de Vancouver       | LNH         | 21  | 8                | 6                | 2                | 1 098            | 46               | 2,51             | 90,0             | 3                | 10               | 2                | 1  | 1                    | 98                   | 4                    | 2,45                 | 92,2                 | 0                    | 0                    |                      |                      |
| 2003-2004  | Moose du Manitoba          | LAH         | 2   | 0                | 2                | 0                | 125              | 9                | 4,32             | 88,3             | 0                | 2                | -                | -  | -                    | -                    | -                    | -                    | -                    | -                    | -                    |                      |                      |
| 2004-2005  | Leksands IF                | Allsvenskan | 12  |                  |                  |                  |                  |                  | 2,15             | 90,9             |                  | 2                | 9                |    |                      |                      |                      | 2,07                 | 91,8                 |                      | 10                   |                      |                      |
| 2005-2006  | Stars de Dallas            | LNH         | 19  | 12               | 4                | 1                | 1 079            | 48               | 2,67             | 89,8             | 0                | 6                | -                | -  | -                    | -                    | -                    | -                    | -                    | -                    | -                    |                      |                      |
| 2006-2007  | Thrashers d'Atlanta        | LNH         | 21  | 9                | 4                | 2                | 1 057            | 51               | 2,89             | 89,8             | 0                | 6                | 2                | 0  | 2                    | 117                  | 5                    | 2,56                 | 92,8                 | 0                    | 0                    |                      |                      |
| 2007-2008  | Thrashers d'Atlanta        | LNH         | 36  | 14               | 15               | 3                | 1 927            | 111              | 3,46             | 89,2             | 1                | 16               | -                | -  | -                    | -                    | -                    | -                    | -                    | -                    | -                    |                      |                      |
| 2008-2009  | Thrashers d'Atlanta        | LNH         | 33  | 13               | 12               | 3                | 1 717            | 100              | 3,49             | 88,6             | 0                | 2                | -                | -  | -                    | -                    | -                    | -                    | -                    | -                    | -                    |                      |                      |
| 2009-2010  | Thrashers d'Atlanta        | LNH         | 47  | 21               | 16               | 6                | 2 632            | 115              | 2,62             | 91,5             | 3                | 6                | -                | -  | -                    | -                    | -                    | -                    | -                    | -                    | -                    |                      |                      |
| 2010-2011  | Devils du New Jersey       | LNH         | 34  | 15               | 12               | 2                | 1 717            | 68               | 2,38             | 91,2             | 3                | 4                | -                | -  | -                    | -                    | -                    | -                    | -                    | -                    | -                    |                      |                      |
| 2011-2012  | Devils du New Jersey       | LNH         | 27  | 17               | 7                | 2                | 1 591            | 59               | 2,23             | 91,8             | 4                | 2                | 1                | 0  | 1                    | 36                   | 1                    | 1,67                 | 92,9                 | 0                    | 0                    |                      |                      |
| 2012-2013  | Devils du New Jersey       | LNH         | 19  | 6                | 10               | 3                | 1 108            | 51               | 2,76             | 88,3             | 1                | 4                | -                | -  | -                    | -                    | -                    | -                    | -                    | -                    | -                    |                      |                      |
| Totaux LNH | Totaux LNH                 | Totaux LNH  | 373 | 161              | 143              | 36               | 20 758           | 977              | 2,82             | 90,2             | 22               | 96               | 23               | 10 | 13                   | 1 375                | 53                   | 2,31                 | 91,4                 | 2                    | 0                    |                      |                      |

| Année | Équipe | Compétition |   | PJ | Min | BC   | Moy  | % Arr | Bl | Pun                |  | Résultat |
| 1994  | Suède  | CM          | 0 | 0  | 0   | 0    | 0    | 0     | 0  | Médaille de bronze |  |          |
| 1996  | Suède  | WC          | 1 | 60 | 1   | 1,00 | 93,8 | 0     | 0  | Demi-finale        |  |          |
| 1997  | Suède  | CM          | 1 | 60 | 1   | 1,00 | 93,8 | 0     | 0  | Médaille d'argent  |  |          |
| 1998  | Suède  | JO          | 0 | 0  | 0   | 0    | 0    | 0     | 0  | 5e place           |  |          |
| 1998  | Suède  | CM          | 1 | 60 | 2   | 2,00 |      | 0     | 0  | Médaille d'or      |  |          |
| 1999  | Suède  | CM          | 1 | 1  | 0   | 0,00 | 0    | 0     | 0  | Médaille de bronze |  |          |
| 2002  | Suède  | JO          | 1 | 60 | 1   | 1,00 | 95,0 | 0     | 0  | 5e place           |  |          |

## Transactions en carrière
- 1994 : repêché par les Flyers de Philadelphie (9e choix de l'équipe, 218e au total).
- 6 août 1998 : échangé par Philadelphie aux Sharks de San José en retour du choix de septième ronde des Sharks au repêchage de 1999 (Pavel Kasparik).
- 12 mars 2001 : échangé par San José avec Bobby Dollas aux Penguins de Pittsburgh en retour de Jeff Norton.
- 25 août 2003 : échangé par Pittsburgh aux Canucks de Vancouver en retour du choix de deuxième ronde des Canucks au repêchage de 2004 (Alex Goligoski).
- 1er août 2004 : signe à titre d'agent libre avec Leksands IF de la Allsvenskan.
- 5 août 2005 : signe à titre d'agent libre avec les Stars de Dallas.
- 1er juillet 2006 : signe à titre d'agent libre avec les Thrashers d'Atlanta.
- 1er juillet 2010 : signe un contrat en tant qu'agent libre avec les Devils du New Jersey.